# Al-Jdayde

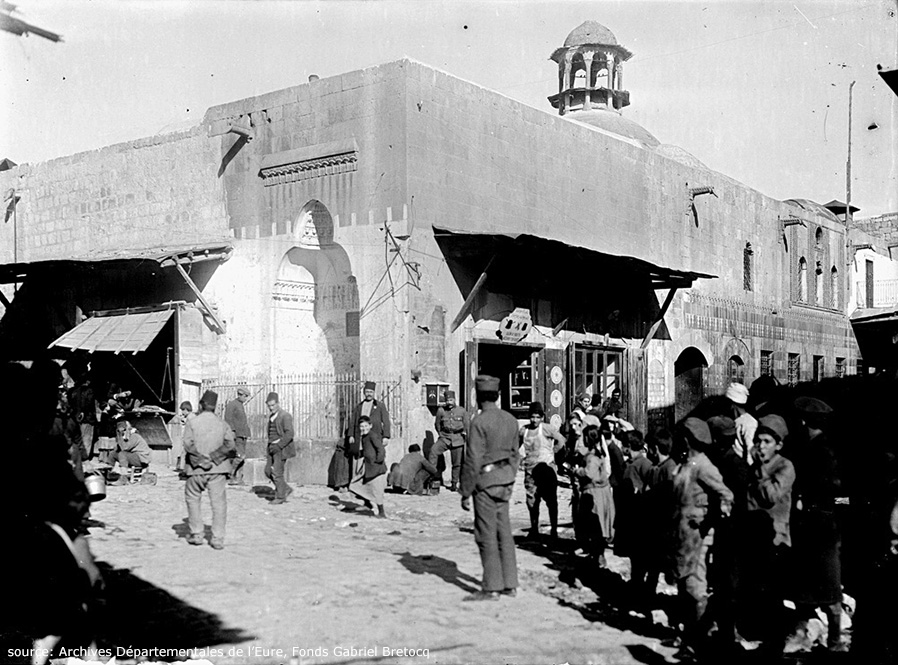
Il quartiere di Alep Jdeidé nel 1920

Al-Jdayde (in arabo جديدة ‎?, anche trasl. al-Jdeideh, al-Judayda, al-Jdeïdé o al-Jadida) è un quartiere storico nella città siriana di Aleppo.
L'area è stata gravemente danneggiata durante la guerra civile siriana.

## Storia

### XIV - XV secolo
Alla fine del periodo mamelucco, al-Jdayde era un piccolo sobborgo che comprendeva piccole attività commerciali situate al di fuori delle mura a nord della città, vicino ai cimiteri e alle aree di stoccaggio. Lo sviluppo del centro abitato lungo le strade che collegano i villaggi vicini a nord e nord-est con Bab al-Nasr, una delle nove porte storiche della Città Antica, ha progressivamente integrato Jdayde nella città di Aleppo.
Nel XIV secolo questi quartieri ospitavano moschee nelle quali aveva luogo la Khuṭba, intervallate da splendide fontane zampillanti, con giochi d'acque ed effetti a sorpresa. Nel 1490-1491 fu ulteriormente ampliata la rete di acquedotti cittadini per supportare l'ulteriore estensione del quartiere e l'apertura di pubblici lavacri, termali o religiosi.  Nella parte occidentale di al-Jdayde si trovavano i cimiteri cristiani e probabilmente anche i resti di antiche chiese del periodo bizantino, come l'antico insediamento cristiano di Salibeh, non distante da Piazza Farhat, nel quale furono ricostruite le principali chiese della città: la Chiesa armena di quaranta martiri, ampliata nel 1490, le chiese greco-ortodossa, maronita e siriaca. La maggior parte della popolazione era costituita da mercanti armeni, dediti ai commerci con la Persia e con l'India.

### XVI e XVII secolo

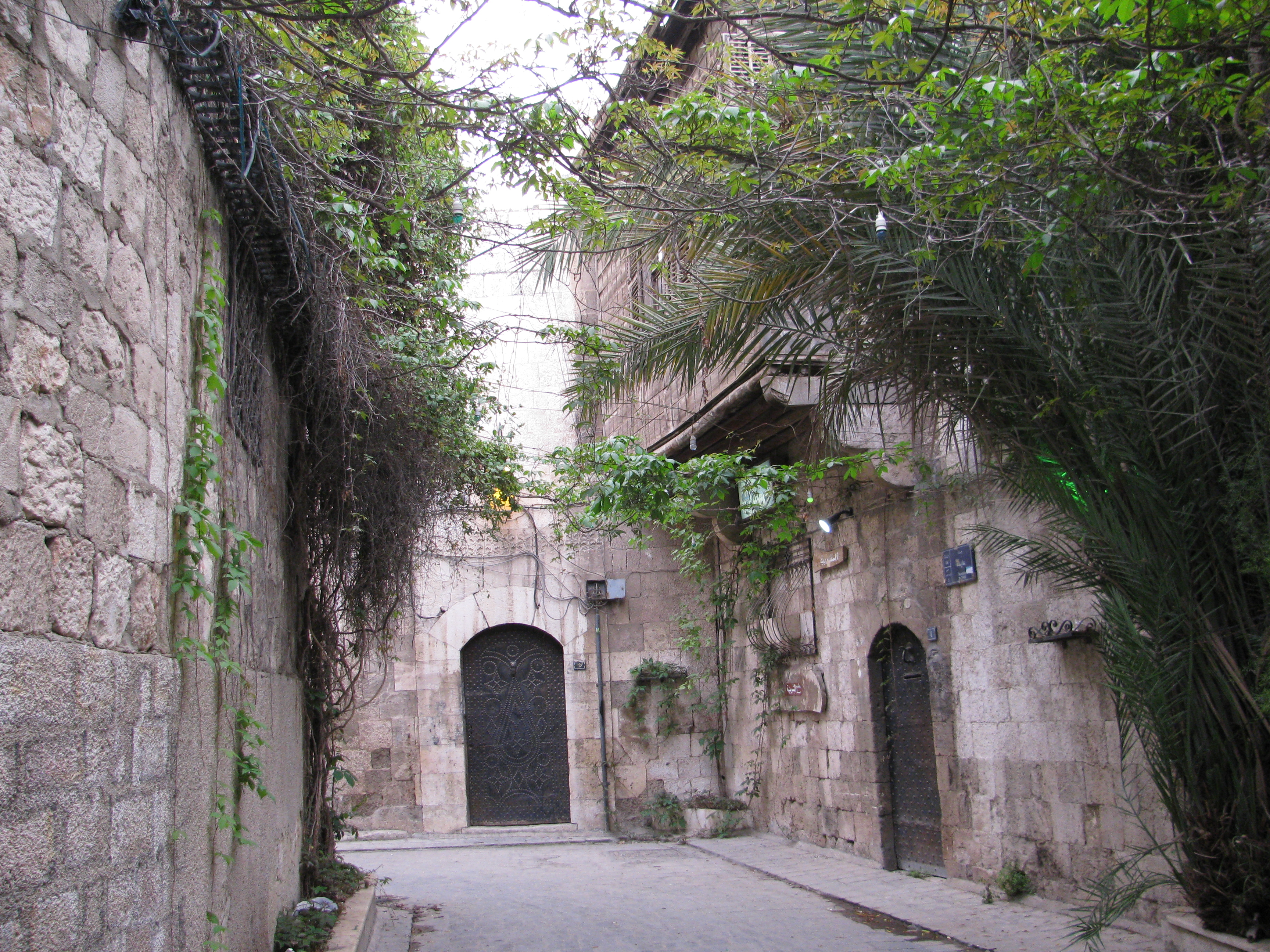
Un caratteristico vicolo stretto del XVI secolo di Al-Jdayde

Durante la dominazione ottomana del XVI e del XVII secolo, il quartiere fu suddiviso in lotti rettangolari  e nella zona centrale vennero aperti due grandi waqf islamici, uno dei quali rimasto attivo fino al XX secolo. L'area fu progressivamente colonizzata da illustri e facoltosi residenti. Edifici religiosi e dimore private condividevano la stessa sobrietà stilistica, con l'assenza di facciate sui rilievi esterni, in particolare sulle vie più frequentate. Non di rado le entrate erano poste alla fine di cul-de-sac specificamente creati.

Questi due complessi architettonici, con facciate riccamente decorate e una disposizione regolare, ospitavano la maggior parte dei servizi commerciali e sociali del quartiere, dove musulmani e cristiani, ricchi e poveri, vivevano fianco a fianco. Nei dintorni si potevano trovare esempi architettonici in grado di coniugare la bellezza dell'arte araba con la funzionalità culturale e mercantile del luogo, quali: una fontana di fronte al quartiere cristiano, un caffè, un grande hammam, una piccola moschea e una scuola islamica, un mercato di stoffe, quattro grandi officine tessili, un vasto magazzino di cereali, e varie altre.
Il sultano Murad IV si avvalse della collaborazione dei dragomanni dell'ex Stato crociato siriaco per attrarre i commercianti stranieri nel porto di Aleppo.

### XX e XXI secolo
Gli anni 1990 e 2000 si caratterizzarono per il rilancio turistico e commerciale dell'area a livello nazionale e internazionale, permeata da un tipico profumo di fiori Jasmin.
Molti dei palazzi storici furono riqualificati come musei, boutique, hotel e ristoranti, fra i quali: Beit Wakil,  Beit Ghazaleh, Dar Zamaria, Beit Achiqbash, Beit Sader, Beit Sissi, Dar Basile e Beit Dallal.
Contestualmente, furono ristrutturate anche la piazza centrale (Sahat Farhat) e Sahat Al Hatab. Il quartiere fu coinvolto in prima linea durante la guerra civile siriana, scoppiata ad Aleppo nel 2012.  Nell'aprile del 2015, si verificarono esplosioni sotterranee (a Sahat Al Hatab) che recarono gravi danni a luoghi storici come Beit Ghazaleh, l'ex mercato cristiano di Beit Achiqbash e Waqf governativo di Ibshir Mustafa Pasha.
Terminato il conflitto dopo quattro anni di scontri fra le forze rivali, la DGAM e l'UNESCO hanno censito a novembre del 2017 i monumenti storici dell'area, per futuri interventi di consolidamento e di protezione da eventuali emergenze. Il primo di questi ha interessato la piazza di Sahat al Hatab, con il riempimento delle buche nel 2017 e la rimozione dei detriti l'anno successivo.

## Galleria d'immagini

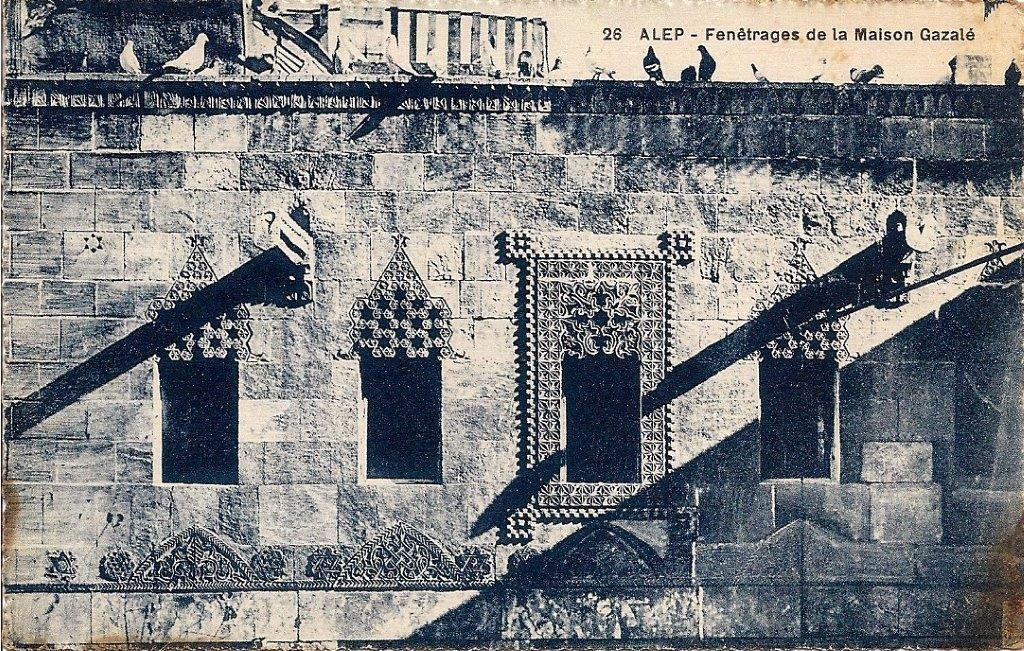
Finestre di Dar Zamariya ad al-Jdayde (cartolina datata fra il 1918 e il '22)
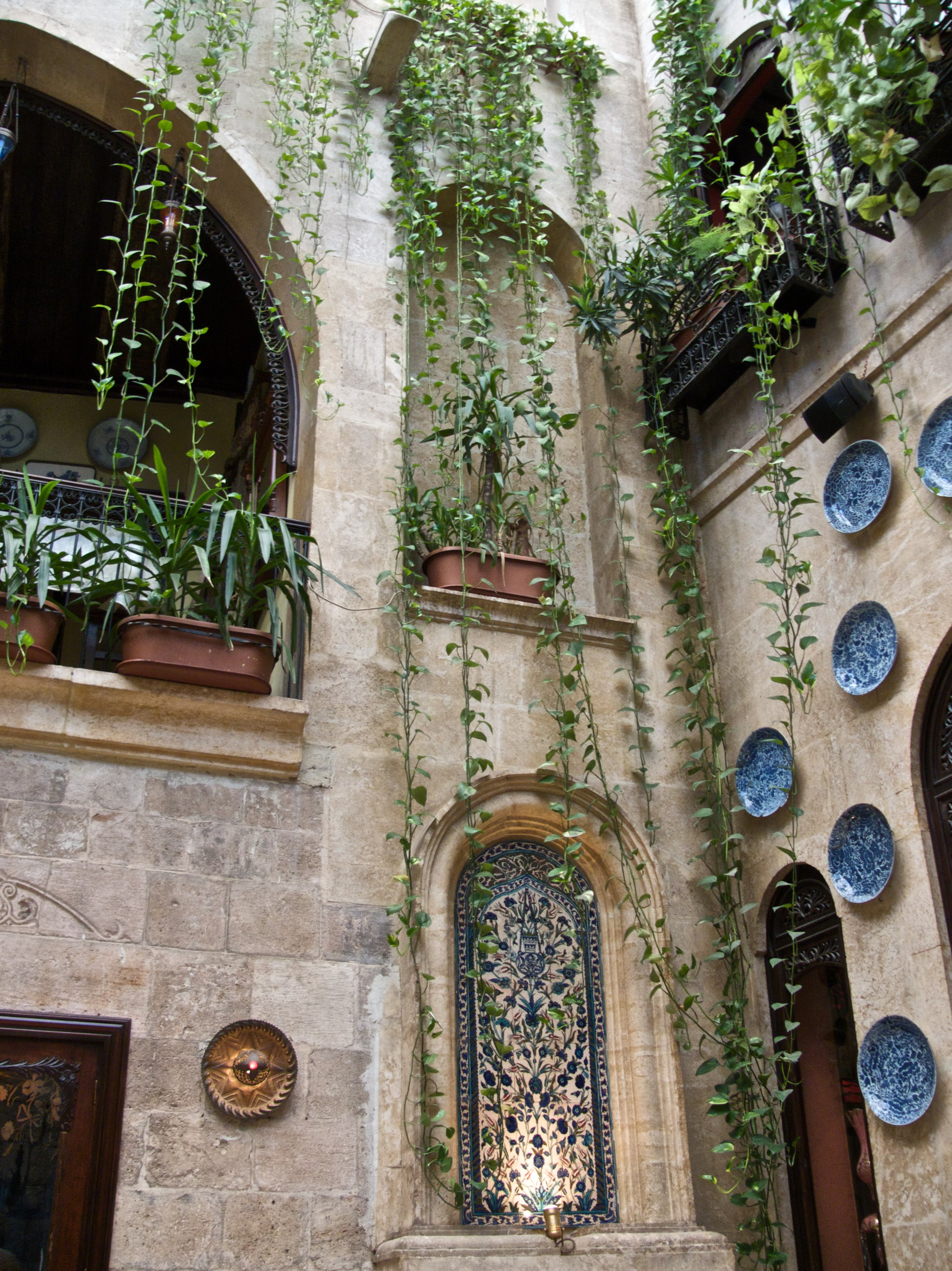
Beit Sissi, un palazzo storico ristrutturato come piano bar
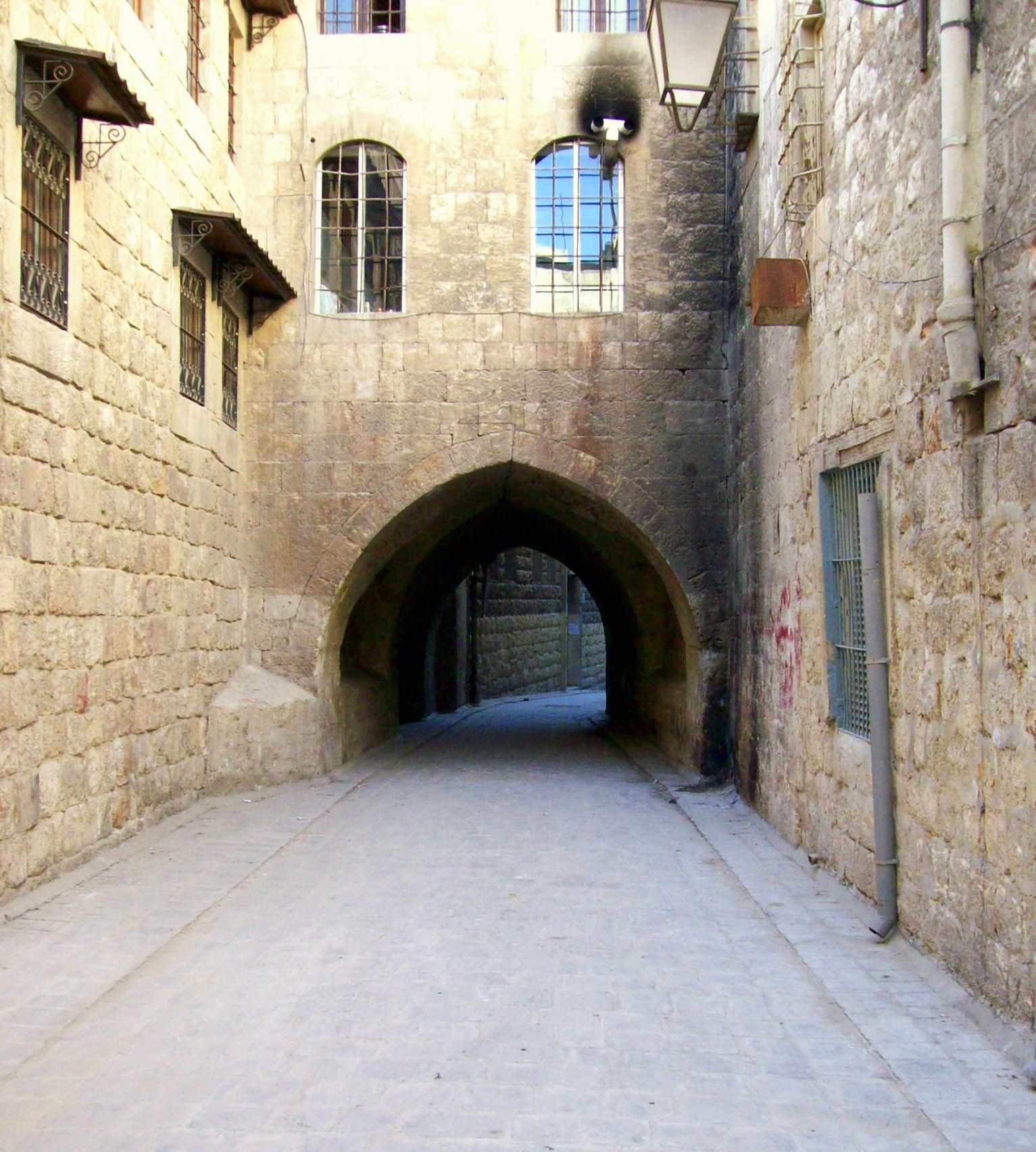
Il vicolo di Hokedun nel quartiere armeno di al-Jdayde
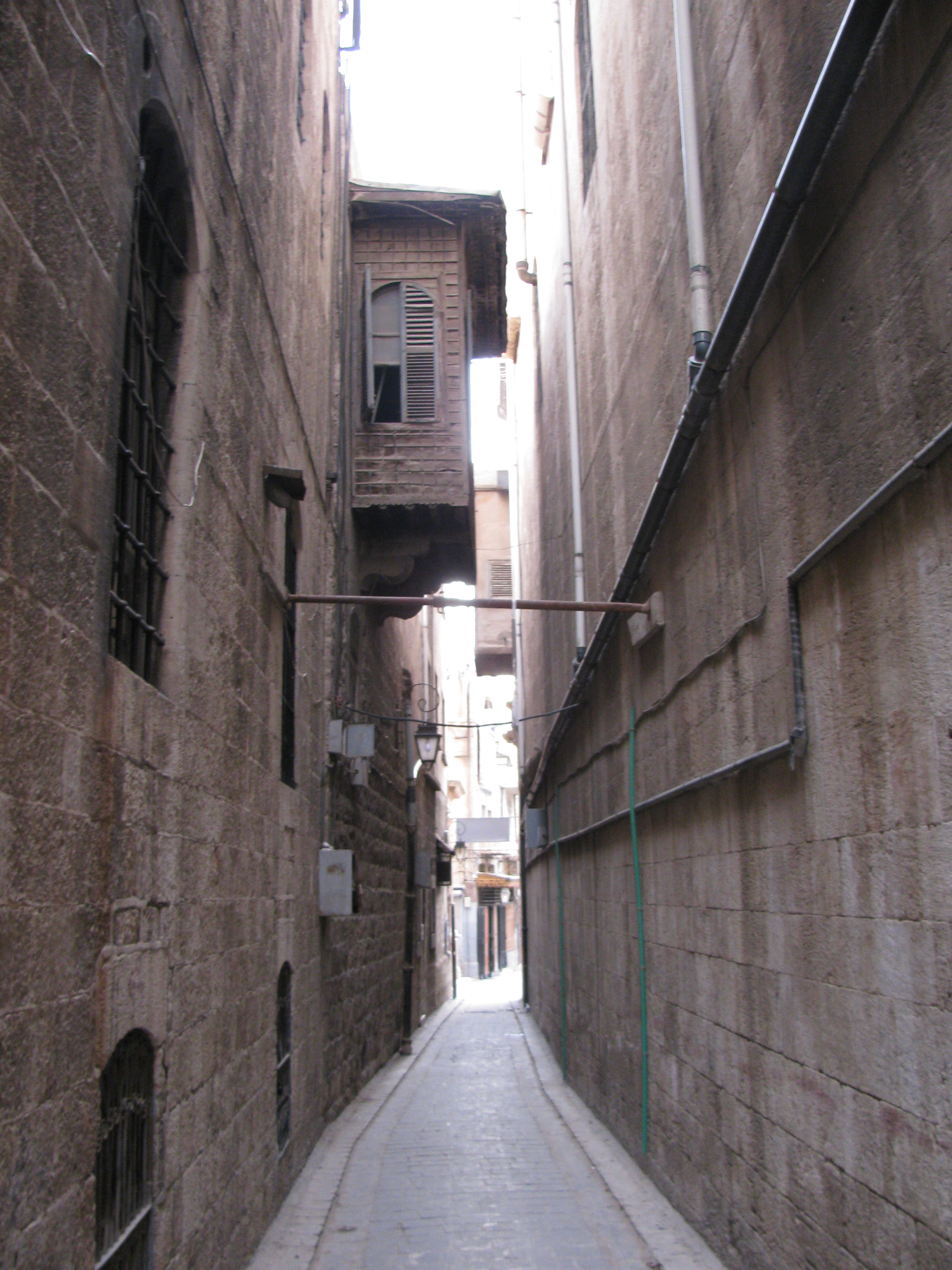
Uno stretto vicolo verso piazza Farhat
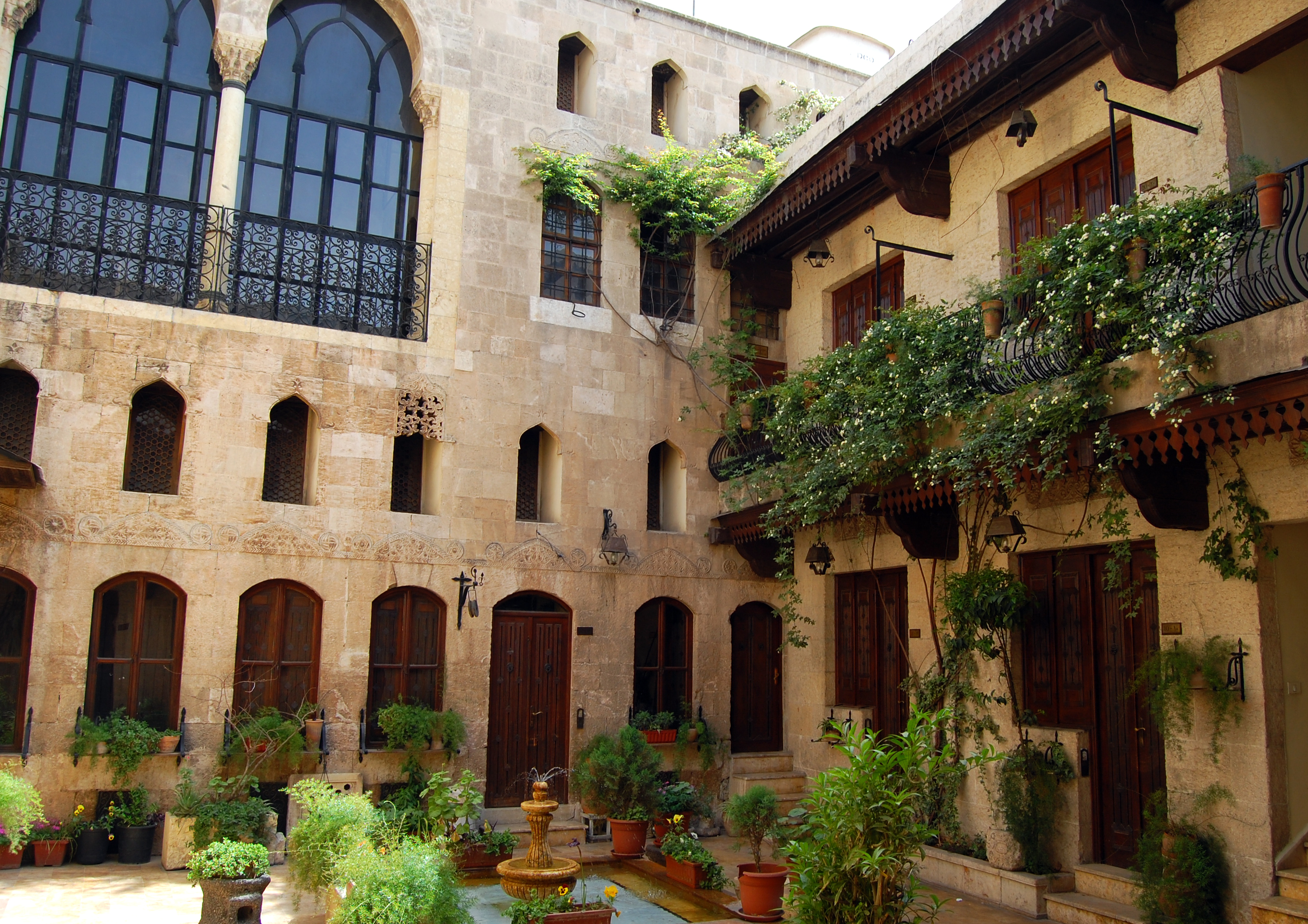
Beit Wakil, un palazzo ristrutturato e trasformato in un hotel-boutique
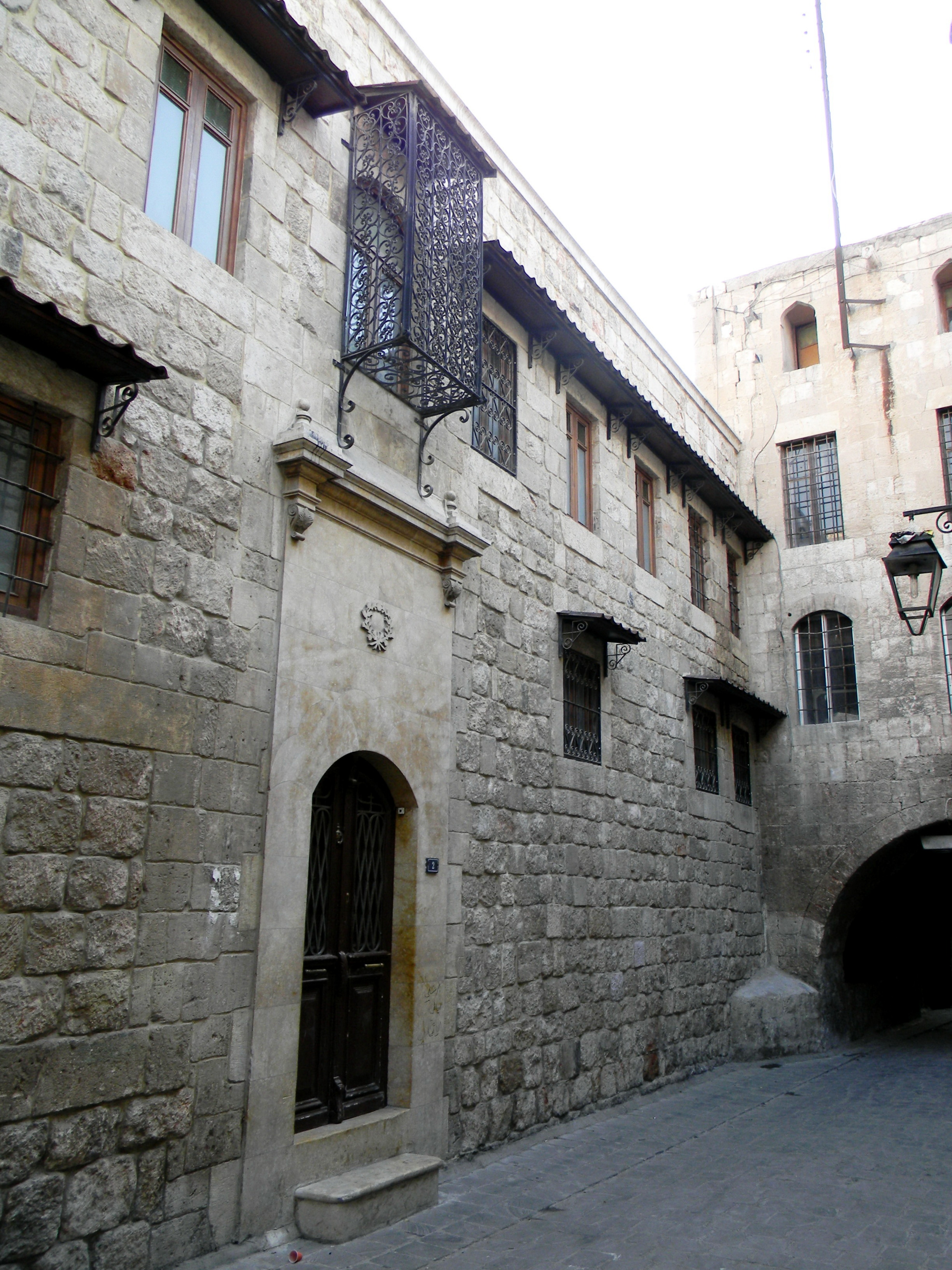
Una scuola armena nel vecchio quartiere di al-Jdayde
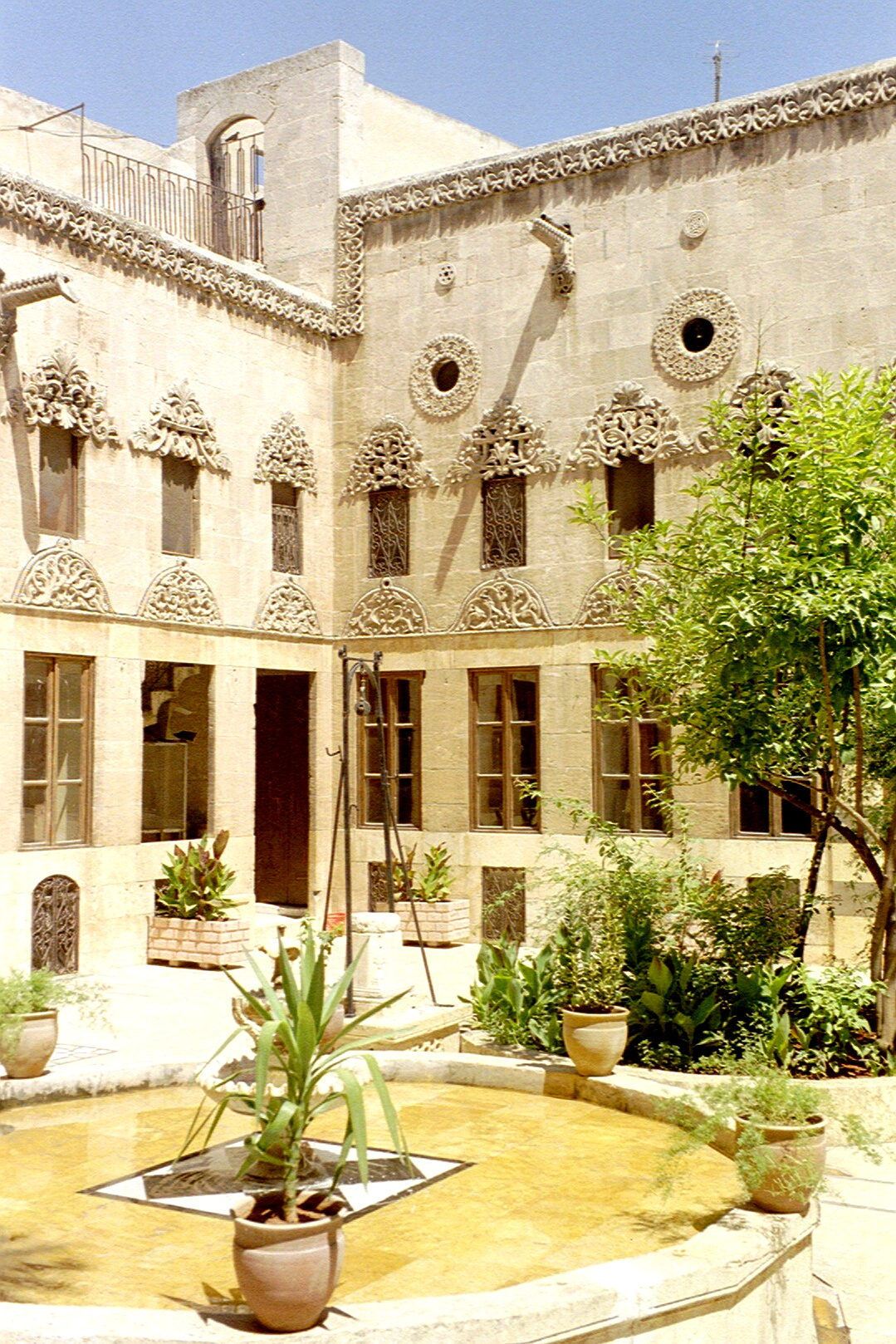
Coorte di Beit Achiqbash, divenuta la casa-museo Ajikbash
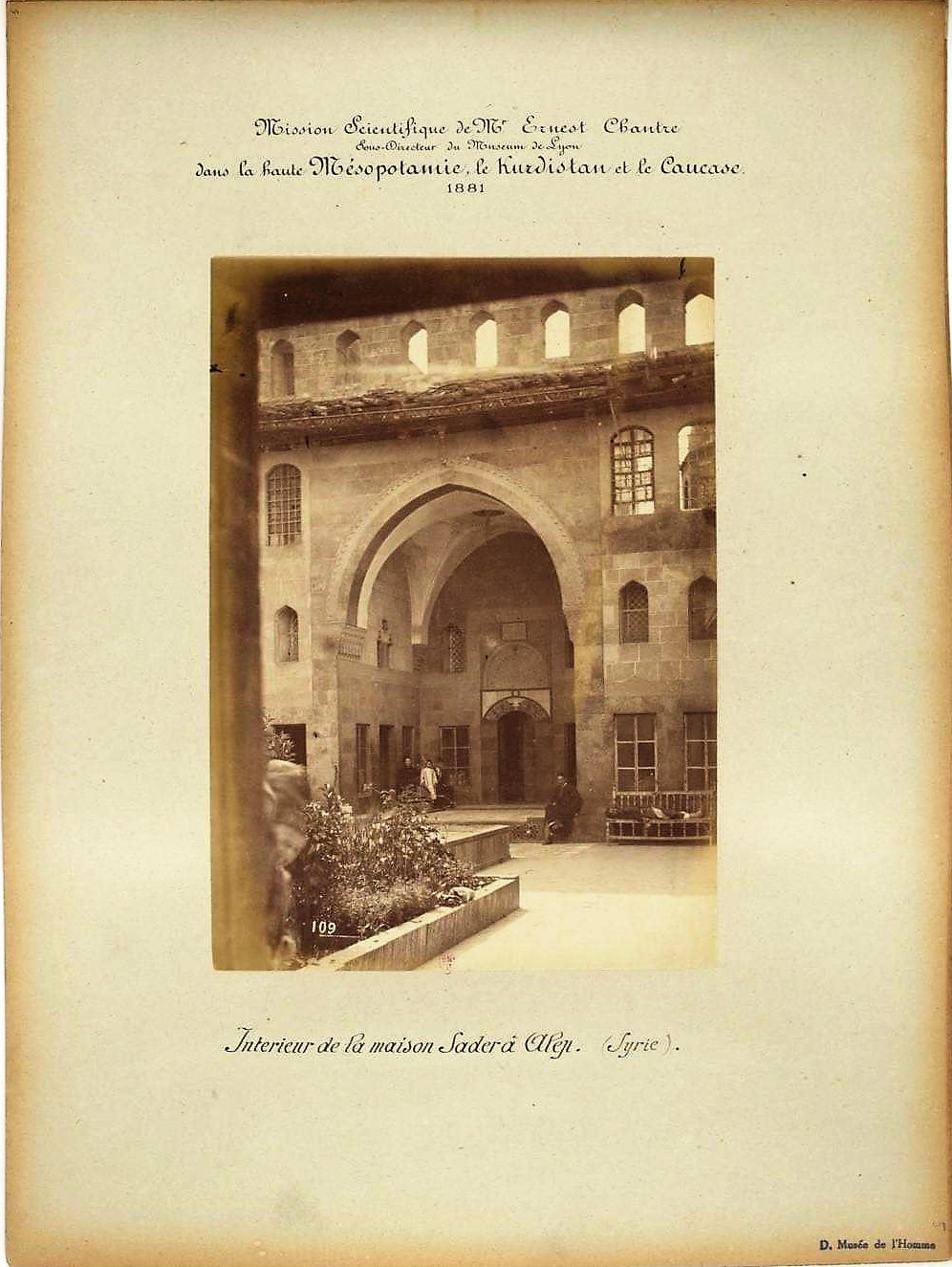
Interno del Beit Sader, immagine del 1880
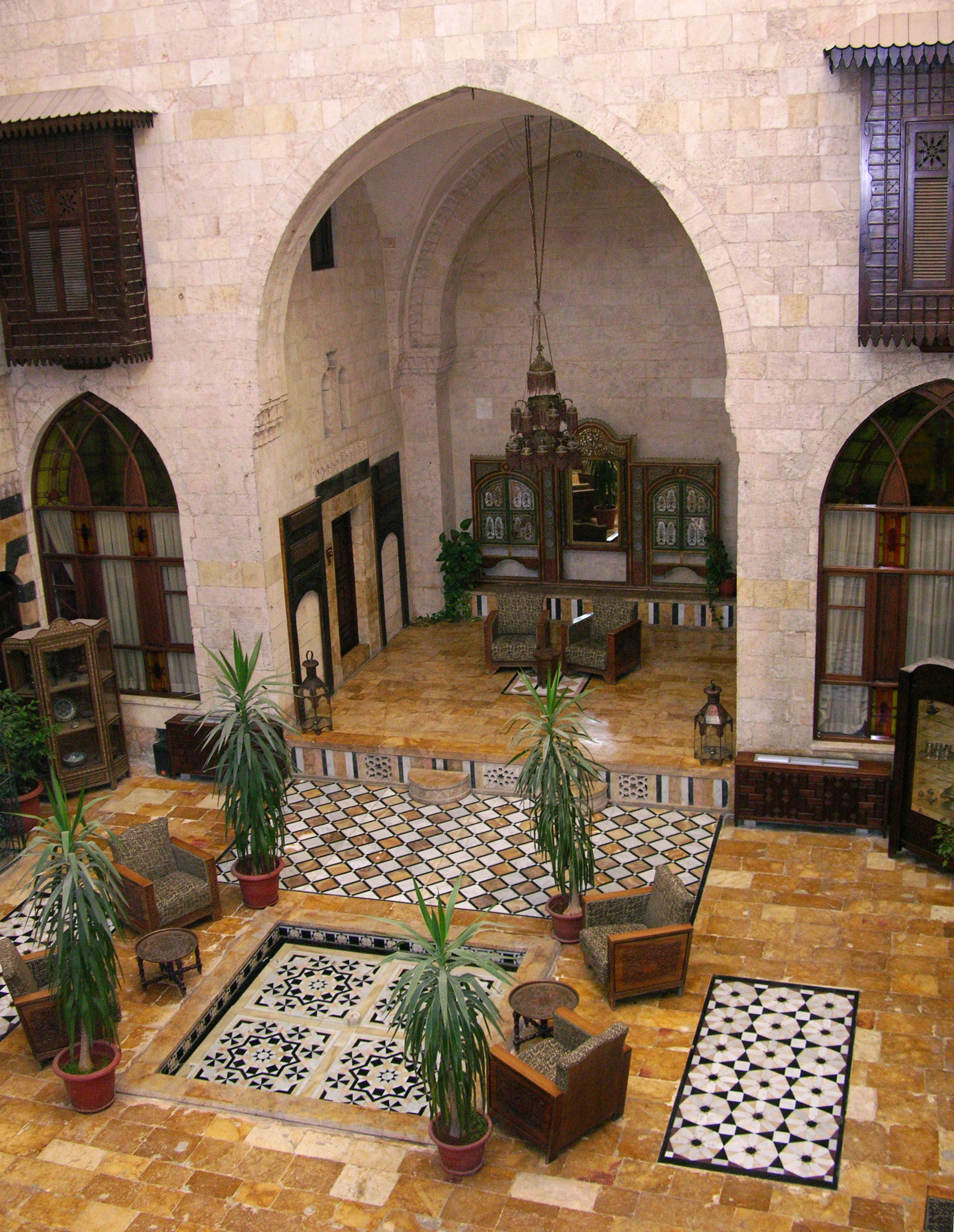
Dar Zamaria, un palazzo trasformato in hotel boutique
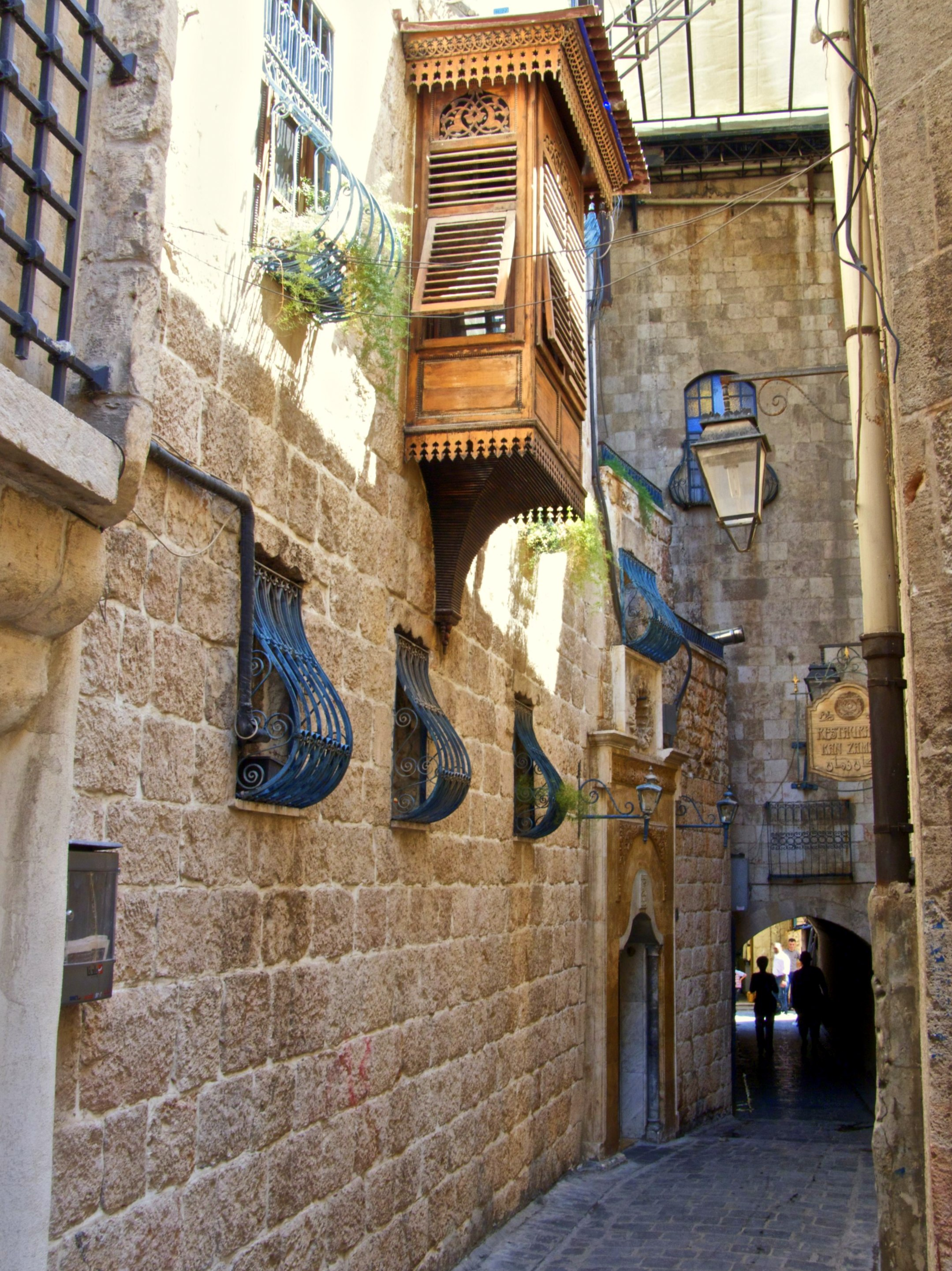
Vicolo di Al-Yasmeen nel quartiere di al-Jdayde
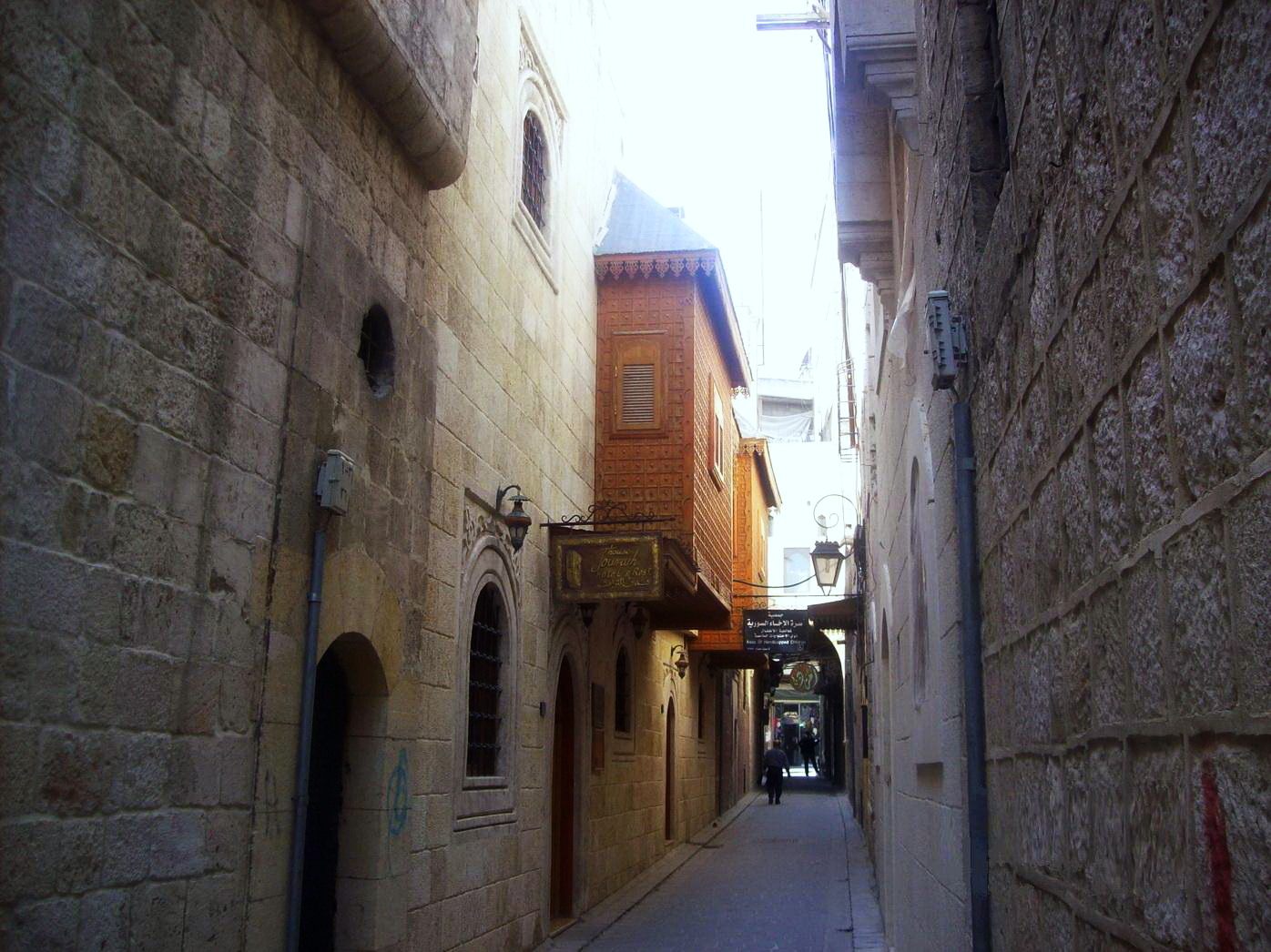
Dar Basile ad al-Jdayde
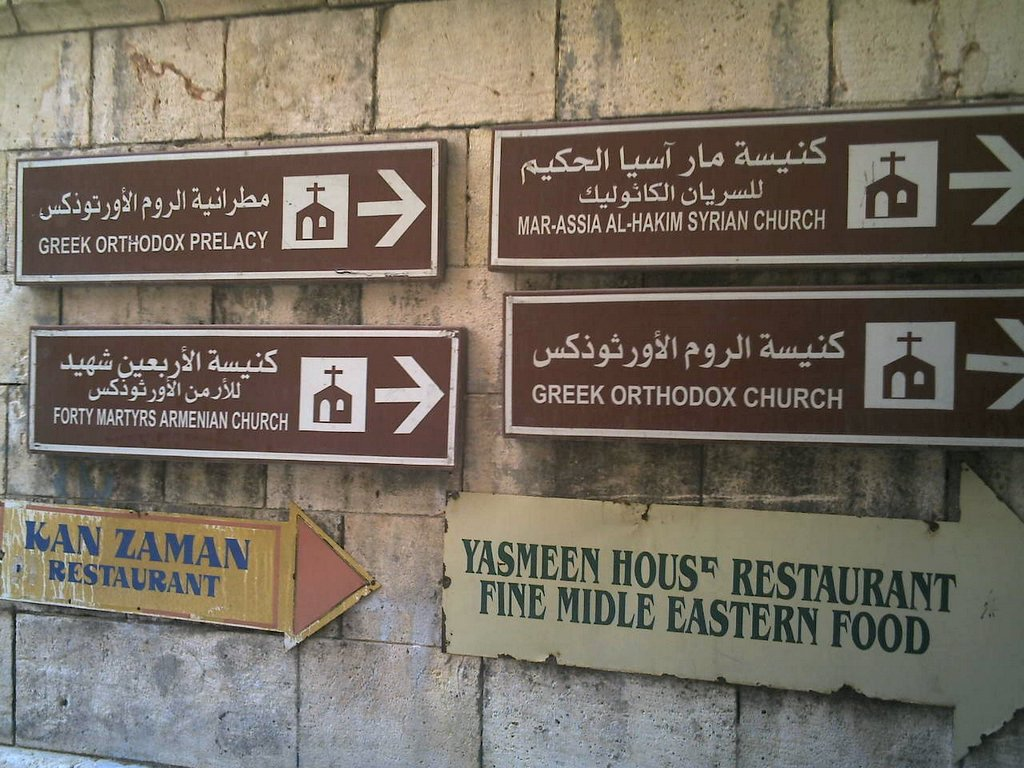
Segnali stradali bilingui che si riferiscono alle posizioni della chiesa di al-Jdayde